# Уломский район
Уломский район — административно-территориальная единица в составе Ленинградской и Вологодской областей РСФСР с центром в селе Коротово, существовавшая в 1927—1931 и 1940—1959 годах.
Уломский район в составе Череповецкого округа Ленинградской области был образован в августе 1927 года из 22 сельсоветов Череповецкого уезда Череповецкой губернии.
Всего было образовано 22 с/с: Акиньховский, Большедворский, Ваучский, Воротищенский, Вочкомский, Глинский, Голосовский, Гришкинский, Дмитриевский, Заболотский, Кисовский, Клопузовский, Кондашский, Мшиченский, Николо-Раменский, Пленишниковский, Попадьинский, Средневский, Уломский, Хмелинский, Хотавецкий, Ягницкий.
В ноябре 1928 года был упразднён Средневский с/с и образован Супруновский с/с. В 1930 году Большедворский, Ваучский, Вочкомский, Глинский, Мжиченский, Николо-Раменский, Пленишниковский, Хотавецкий и Ягнецкий с/с были переданы в Весьегонский район Московской области.
20 сентября 1931 года Уломский район был упразднён, а его территория была передана в Череповецкий район.
Вторично Уломский район был образован 1 ноября 1940 года в составе Вологодской области путём выделения из Череповецкого района.
В 1959 году Уломский район вновь был упразднён. Его территория отошла к Череповецкому району.